# Parco provinciale Monte Moria
Il parco provinciale Monte Moria è un parco situato nei comuni di Lugagnano Val d'Arda e Morfasso, in provincia di Piacenza. Ha un'estensione di oltre 1000 ha ed è posto sulle pendici del monte omonimo e della Croce dei Segni, tra la val Chero e la val d'Arda.
La gestione è in carico al Consorzio per la tutela e la valorizzazione del Parco del monte Moria, ente senza fini di lucro creato per proteggere e favorire l'attività turistica nel parco. Soci del consorzio erano i comuni di Morfasso e Lugagnano, la provincia di Piacenza, la comunità montana valli del Nure e dell'Arda, poi sciolta nel 2013, nonché tutti i proprietari o comproprietari dei terreni ricadenti nell'area del parco.

## Geografia fisica
Il parco si trova nei pressi dello spartiacque tra la val d'Arda e la val Chero, estendendosi per oltre 1000 ha su di un piccolo altopiano di crinale ad un'altitudine media di circa 1000 m s.l.m.. Nell'area del parco sono presenti 8 vette: il monte Rovinazzo, il monte Taverne, il monte Moria, la Croce dei Segni, il monte Cornetto, il monte Taverne, il monte Mancusa e il monte Zuccaio, delle quali la più alta è la Croce dei Segni, alta 1073 m s.l.m.
Ai piedi della Croce dei Segni si trova una vasta conca centrale, mentre nella sezione meno elevata sono presenti diverse superfici a prato, tra cui un pascolo pianeggiante chiamato Pian del Lago il quale deve probabilmente il suo nome alla presenza, in passato, di un piccolo lago, in seguito completamente interrato.

## Storia
Il parco viene istituito originariamente nel 1925 con l'obiettivo di difendere e valorizzare la zona boschiva. Tra i soggetti promotori della costituzione del parco ci sono la provincia di Piacenza, il comune di Piacenza ed altri 30 comuni della provincia.
Dopo un primo periodo di successo, le condizioni della superficie boschiva peggiorano a causa dei tagli per la produzione di legname e carbone e dell'emigrazione di una percentuale rilevante di abitanti locali. Negli anni successivi alla seconda guerra mondiale il parco versa in una condizione di sostanziale abbandono.
Nel 1968 vi vengono girate alcune sequenze in esterno della miniserie televisiva La freccia nera, mentre l'anno successivo viene scelto, insieme ad altri luoghi del piacentino tra cui il castello di Veggiola, tra le location in cui è girato il film I lupi attaccano in branco, diretto da Phil Karlson e Franco Cirino nel quale appaiono, tra gli altri, gli attori Rock Hudson, Giacomo Rossi Stuart e Sergio Fantoni.
Nel 1988 viene costituito il Consorzio per la tutela e la valorizzazione del Parco del Monte Moria che inizia ad occuparsi della gestione del parco.
Dal 2003 al 2005 il parco ospita il training del reality show L'isola dei famosi.

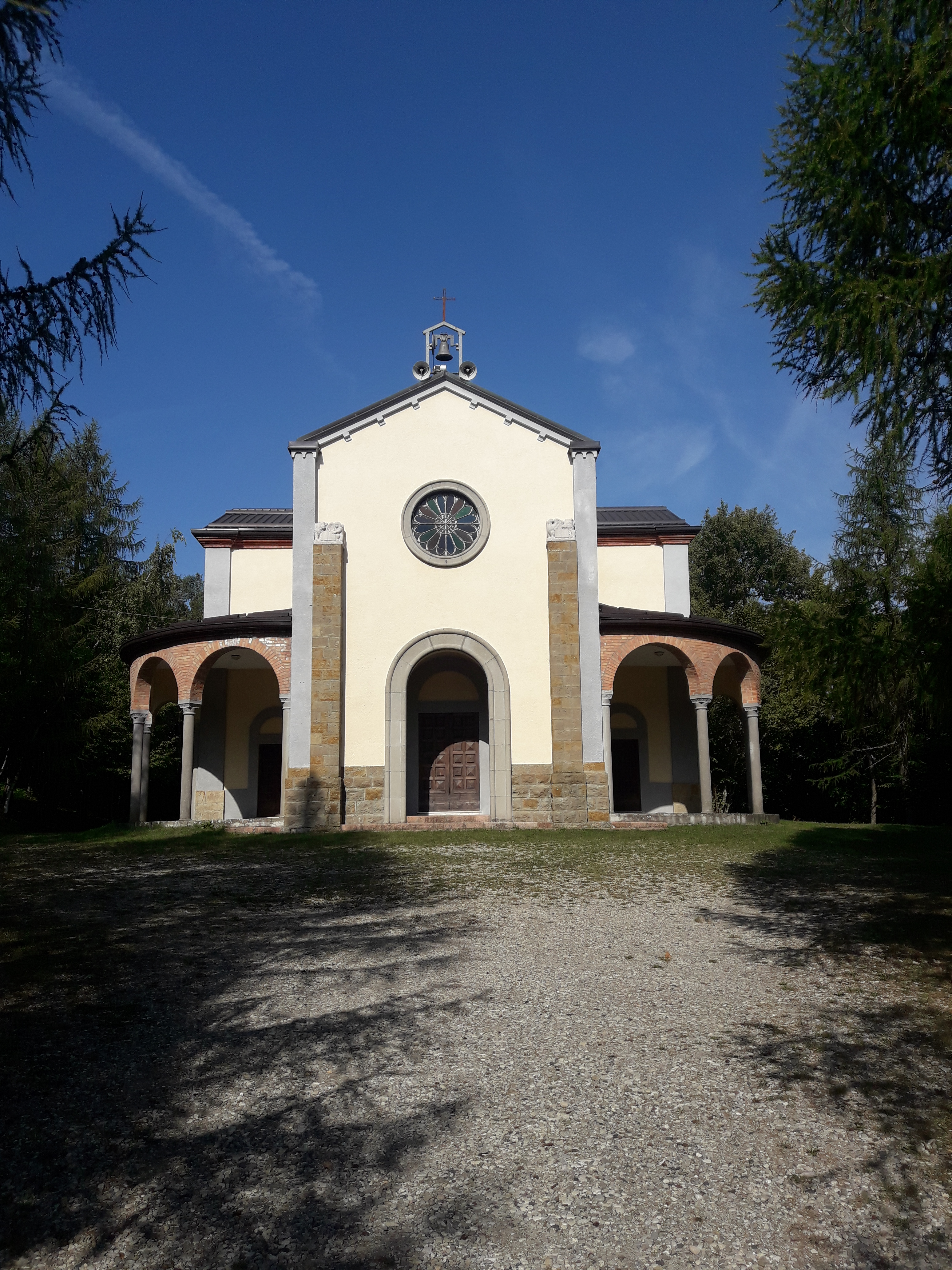
L'oratorio della Madonna del Monte

## Monumenti e luoghi d'interesse
- Oratorio della Madonna del Monte: situato poco a valle del centro del parco sui resti di un preesistente oratorio edificato nella seconda metà del XIX secolo, nel luogo in cui sorgeva una cappella edificata ad opera dei monaci dell'abbazia di val Tolla[10].

## Flora
Il parco è coperto per circa tre quarti della sua estensione da fitti boschi di castagni, con la presenza di alcuni esemplari centenari caratterizzati da forme contorte. In alcuni tratti, caratterizzati da una vegetazione meno fitta, prevalgono la ginestra e il ginepro. La parte del parco verso la Croce dei Segni ha una copertura di faggi che, col calare della quota, vengono sostituiti da arbusti come il caprifoglio, il carpino, il nocciolo e il maggiociondolo. Alcune aree, invece, vedono una prevalenza di conifere come il pino silvestre e l'abete. Nel sottobosco sono presenti funghi ed erbe, tra le quali felci, erba fragolina, fior di legna, gigli e orchidee.

## Fauna
All'interno del parco sono presenti varie specie animali, tra cui il cinghiale, il tasso, il  daino, la volpe, lo scoiattolo, la poiana, il picchio e lo sparviere.

## Rifugio
Al centro del parco si trova un rifugio-ostello dotato di alcune camere da letto, per una capacità totale di 25 posti, e di una sala per la ristorazione.